# 309 aC
El 309 aC va ser un any del calendari romà pre-julià. A l'Imperi Romà es coneixia com l'Any de la dictadura de Cursor (o també any 445 ab urbe condita). La denominació 309 aC per a aquest any s'ha emprat des de l'edat mitjana, quan el calendari Anno Domini va ser el mètode prevalent a Europa per a anomenar els anys.

## Esdeveniments

### Antiga Grècia. Els Diàdocs
- Antígon Monoftalm ataca Babilònia i torna a ser rebutja. Finalment reconeix a Seleuc l'administració de la ciutat i del territori, però sense renunciar als seus drets.[2]
- Ofel·les, un macedoni, segueix governant Cirene en nom de Ptolemeu I, però com si fos un estat independent.[3]
- Areu I és rei d'Esparta, de la línia dels Agíades, per la mort del seu pare Acròtat. Va regnar 44 anys.[4]
- Polipercont pren sota la seva protecció, a Hèracles de Macedònia, un fill d'Alexandre el Gran i de Barsine. Cassandre el convenç de fer matar Hèrcules a canvi de repartir-se Gràcia. Conviden Hèracles a un banquet i quan acaba per ordre de Polipercó són assassinats ell i la seva mare.[5]
- Lisímac de Tràcia funda la ciutat de Lisimaquea, al Quersonès Traci, i la converteix en la capital del seu regne.[6][7]

### Nord d'Àfrica
- Bomílcar I, dirigent militar de l'Imperi Cartaginès i el general Hannó dirigeixen als púnics contra la invasió d'Agàtocles de Siracusa. Hannó va morir en una batalla (310 aC) i Bomilcar va adoptar una actitud passiva per humiliar l'esperit combatiu dels seus compatriotes i poder imposar una tirania sobre Cartago dirigida per ell mateix, segons Diodor de Sicília.[8]

### Antiga Roma
- Aquest any no es van elegir cònsols nous, es va prorrogar el mandat dels de l'any anterior, Quint Fabi Màxim Rul·lià i Gai Marci Rútil Censorí, i es va nomenar dictador a Luci Papiri Cursor Mugil·là per fer front als samnites.[9]
- La ciutat de Perusa trenca la treva amb els romans. El cònsol Màxim Rul·lià lliura batalla i derrota les forces de la ciutat, i l'hagués conquerit, però el govern local li envia una delegació per demanar la pau.[10]

## Necrològiques
- Hamílcar, fill de Giscó, militar cartaginès, mor davant de Siracusa quan volia ocupar la ciutat. Va ser capturat pels siracusans i executat.[11]
- Cleòmenes II, rei d'Esparta, després d'un regnat de 60 anys.[7]
- Ptolemeu, nebot d'Antígon Monoftalm. Quan Ptolemeu I Soter, rei d'Egipte, arriba a Cos, surt de Calcis per rebre'l. Aviat conspira contra ell, i el rei egipci el fa empresonar. Es suïcida amb verí a la presó.[12]